# Бисер
Бисер је сјајна, седефаста материја која се ствара у меком ткиву (специфично мантији) мекушаца бисерних шкољки</ref>. или других животиња, као што је Conulariida. Попут шкољки мекушаца, бисер се састоји од калцијум карбоната (углавном арагонита или смеше арагонита и калцита) у малом кристалном облику, који је депонован у концентричним слојевима. Идеални бисер је перфектно округао и гладак, али је познато и мноштво других облика, који се називају барокним бисерима. Природни бисери врхунског квалитета су високо цењени као драго камење и лепи предмети већ дуги низ векова. Због тога је бисер постао метафора за нешто ретко, фино, дивно и вредно.

## Настајање бисера
Све шкољке се хране пасивно, што значи да „чекају“ да им ситан плен дође до уста захваљујући струјању воде. У филтрирању хране, значајну улогу имају и шкрге. Тада оне отварају капке своје љуштуре која их иначе штити. Међутим, дешава се да том приликом зрно песка или какво друго непожељно тело или биће упадне унутар шкољке. Неке шкољке, као што је острига, тада облажу то тело слојем седефа, којим су иначе обложене и унутрашње стране њихових капака. Седеф се лучи из плашта. На тај начин оне спречавају да зрно песка изгребе њихово мекано тело. Тако настаје бисер, који у свом средишту садржи зрно песка или већ неки други предмет или биће. Најквалитетнији седеф лучи шкољка топлих мора Meleagrina margarifera, а производе га и неке слатководне шкољке (Margaritana margaritifera), али су њихови бисери ситнији и мање квалитетни.

## Састав
Бисер је сачињен од седефа који се састоји од калцијум карбоната, дакле сличан је креди. Бисер има кристаличну структуру и састоји се, као и љуштура, од 80 до 92% калцијум карбоната (3) у његовом примарном облику који се зове аргонит. Осим тога се састоји од секундарне форме калцијум карбоната, калцита, те од воде. Кристали расту у облику плочица и слојевито су нанизани. Кад се бисер у средини преполови виде се слојеви који изгледају као прстенови стабла. Плочице су међусобно повезане органском мешавином беланчевина и конхиолина. На тај су начин бисери неломљиви и отпорни на ударце. Саставни делови седефа и бисера су идентични, разликују се само по количини саставних елемената, седеф се нпр. састоји од више воде. Бисери су тврђи и отпорнији од седефа. Тврдоћа бисера износи 2,5-4,5 на Мосовој скали.
Сјај бисера настаје због рефлексије и лома светла на кристалним границама калцијум карбоната и молекула воде који су то смештени. Сјај је финији, што су слојеви тањи (интерференција). Бисери се након одређеног времена почињу сушити, што узрокује промену органских састојака и почетак процеса старења.
Боја бисера (од белих преко жутих до роза и сивих ) зависи од врсте бисерне шкољке, животног простора и температуре воде. Бисери се могу изван шкољке бојити свим бојама, али они не подносе врућину, као ни додир са базама или киселинама.

## Облици и боје
Облик не мора да им буде потпуно правилан, али су најцењенији они који су лоптасти или у облику сузе, који су доста ретки. Величина бисера може бити различита: најмањи су тешки тек нешто више од 10 мг, док највећи, тзв. барокни бисери, достижу тежину од око 90 грама. Боја бисера, која зависи од врсте шкољке и њеног непосредног окружења, варира од црне, преко различитих нијанси сиве, плаве, зелене, љубичасте и жућкасте, до беле. Најквалитетнији морски (тзв. оријентални) бисери ваде се из Персијског залива, а могу се наћи и у водама дуж обала Шри Ланке, Целебеса (Индонезија) и острва у Јужном Пацифику, као и у Калифорнијском и Мексичком заливу. Најбољи слатководни бисери долазе из Баварске (Немачка) и Кине.

## Културно значење
Године 2012. су истраживачи у једном 7.000 година старом гробу у Емирату Ум ел Кувајн (Уједињени Арапски Емирати) открили бисере, шта значи да су становници Арапског полуострва већ за време раног неолита ронили и вадили шкољке, 2.500 година раније него шта се до тада претпостављало. Прве предаје у којима се спомињу бисери потичу из кинеске Књиге историје Шуђинга из 2206. године п. н. е. („...краљ Ју добише бисере као данак реке Hвај...“)
У исламским земљама бисери симболизују девичанство. За курдске мистичаре је бисер: „Ембрион који спава на дну шкољкине матернице.“ Код старих Римљана и Грка су бисери били врло цењени. Римљани су преузели од Грка име Маргарита, што је истовремено било и име за љубавницу. Читав низ шкољки је касније добио додатак латинског назива маргаритифера, појам који је до данас сачуван у имену цвета Маргарета. У већини култура бисер је имао и има симболички карактер. У Кини бисери симболизују богатство, мудрост и достојанство, у Јапану срећу, у Индији богатство децом, у многим деловима света сузе. У арапским културама се често жене упоређују са бисерима, као и делови њиховог тела нпр. зуби. Осим тога се верује да бисери делују афродизијачки, али и да лече Меланхолију и лудило.
У средњем веку су бисери добили сакрални карактер, представљали су љубав према богу. У Новом завету: „Дванаест врата - дванаест бисера: свака од свога бисера. А градски трг - чисто злато, као прозирно стакло.“ (Откровење). Захваљујући спомињању бисера у Библији постали су неизоставни део демонстрације моћи хришћанских владара који су их користили у склопу бројне симболике. Маргаритомантика се бави гатањем уз помоћ бисера. У 8. веку се под арапским утицајем бисери почињу користити као лек. У Европи су бисери кориштени за израду бисерног млека, а „aqua perlata“ се у средњем веку састојала од бисерног праха, сирћета, сока лимуна, шећера и биљних зачина. До 19. века се бисери користе у фармацији.

## Значај
Бисери се често сврставају у драго камење и од њих се прави веома скупоцен накит. Бисер се од давнина користио у примењеним уметностима, а нарочито у изради накита. У комбинацији с другим драгим камењем, на подлози од племенитих метала, појављује се на корицама књига, репрезентативним посудама и култним предметима. Њиме су се украшавале и тканине – бисери су обично пришивани дуж ивица тканине у виду перваза (на одеждама византијских и српских средњовековних владара).
У Аустралији постоје ловци на бисере који роне на дах. Њихово занимање није лако, не само због тога што роне без опреме, већ и због разних опасних животиња, као што су ајкуле.

## Називи
Интернационално обавезујућа номенклатура је предуслов трговине бисерима. Актуелни критеријуми морају бити опште познати и прихваћени на тржишту и тиме обавезујући при куповини и продаји. Прави се разлика између природних бисера, култивираних бисера с имплантираним језгром од седефа или имплантантом од епитела, и имитација природних и култивираних бисера од композиционих материјала као нпр. мајоркински бисери. Процес обраде мора бити регистрован. 
Природним бисерима се смеју називати само они бисери који су настали у водама, без људске интервенције. Ти се бисери називају „оријенталним бисерима“ ако су до 19. века извађени у Персијском заливу. У Европи су више векова речни бисери били врло значајни и користили су се за украшавање ношњи и одора, као нпр. одоре које су изложене у Царској ризници у Бечу.
Култивираним бисерима се називају бисери који су настали имплантацијом и који се узгајају на бисерним фармама.
Неправилно обликовани бисери се називају барокним бисерима.
Бива бисери су слатководни бисери који се узгајају у Јапану, у Бива језеру. Језгро епитела је изузетно мекано, и имају барокни (неправилни) облик. Због великог загађења вода је раст све лошији.
Дугмасти бисери су бисери чије је површина глатка и симетрична, али који нису округли већ елиптични. Такви бисери могу природно израсти, али и бити узгајени из елиптично формираног језгра.
Мабски бисери су полубисери у различитим облицима и барокног изгледа узгајени на Новом Зеланду. Они могу природно настати или бити резултат имплантација округлих, коцкастих и других облика.
Кешки бисери су мали бисери који могу настати у Акоја шкољкама у којима већ расте један велики бисер.

## Вештачки бисери
У Кини је још у XIII веку откривен поступак контролисане производње бисера, па данас постоје подморске фарме у којима се узгајају бисерне шкољке. Најпознатије су оне у Јапану и Аустралији. У овим фармама се праве вештачки бисери тако што се намерно у шкољке убацују зрнца песка или било какве куглице како би се подстакао процес стварања бисера. Ово се мора веома пажљиво радити, како се осетљива шкољка не би повредила. Власници фарми морају да воде рачуна и да у тај ограђени део не залута нека морска звезда за коју су шкољке права посластица.
Скоро сви бисери који се данас користе за израду накита су култивирани бисери. Трансплантант је комадић плашта шкољке, органа који повезује љуштуре. Узгајени бисер расте неколико месеци или година. Зависно од тога да ли се уз трансплантант ставља и округло језгро говори се о безјезгреним и језгреним узгојеним бисерима. Безјезгрени бисери се претежно узгајају у слатководним шкољкама бисерницама, у њиховом плашту. Резултирајући продукат је кинески слатководни узгајени бисер. Бисери с округлим језгром се узгајају у морским каменицама, расту у гонади шкољке. Познати језгрени бисери су јапански бисери, бели и златни јужноморски бисери и црни тахитски бисери. У једном плашту се може узгајити до 40 бисера по циклусу (у свакој љуштури 20), а у гонади тек један, због тога су морски језгрени бисери скупљи од безјезгрених слатководних бисера.
Године 1913. је немачки зоолог Фридрих Алвердес открио да бисери настају имплантацијом епителног ткива у везивно ткиво плашта шкољке. Јапанац Кокичи Микимито је на почетку 20-тих година прошлог века као први успео да произведе округле бисере за тржиште примењујући узгојну методу Фридриха Алвердеса. Имплантанту треба око две године да се претвори у бисер. Често се догоди да шкољке не преживе имплантацију или да одбаце имплантат. Само у 30% шкољки се имплантат претвори у бисер. Само 10% тих бисера су комерцијално употребљиви, 3% перфектно округли. Тек 0,5% има висок квалитет облика, боје, структуре и каквоће површине и сјаја. Зависно од врсте шкољки, места и услова узгоја. Често расте у шкољкама у којима се налазе имплантати, неколико малих бисера, такозваних бисерних семена, сасвим природно. У шкољкама може неколико пута нарасти бисер из имплантата.
Само неколико врсти шкољки од 10.000 познатих су у стању да обликује бисер. За узгој морских бисера користе се шкољке Pinctada, за узгој слатководних бисера шкољке Hyriopsis. Бисери које није могуће продати пулверизују се и користе у козметици.
У свету су познати и охридски бисери које прави неколико породица из Македоније. Охридски бисер се добија од седефа са љуштура шкољки који се бруси тако да се добије куглица. Она се премазује посебном емулзијом добијеном од крљушти рибе плаштине која је ендемит охридског језера. Састав емулзије је тајна и преноси се са оца на сина.

## Шкољке бисернице
За узгој бисера у мору користе се шкољке Pinctada. Енглеско име pearl oyster се погрешно преводи као бисерна каменица. Шкољке бисернице нису повезане са деликатесним шкољкама Ostrea edulis (европска каменица) или Crassostrea gigas (пацифичком, јапанском каменицом). Шкољке у којима се узгајају бисери:
- Шкољка је око 8 cm велика и назива се Акоја. Бисери ове шкољке могу бити 12 mm велики. У Јапану се користе већ преко 100 година за узгој бисера, у Кини тек од 1980.
- Ова је шкољка посебно велика, може бити тешка до 5 kg. Ових шкољки има у источном Индијском океану све до западног Пацифика. Бисери ове шкољке могу бити 20 mm велики.
- Ова врста је распрострањена у Црвеном мору, Персијском заливу, Индијском океану и тропском западном Пацифику. Ова се шкољка назива и црном крилатом шкољком. У њој се, као и код Pinctada margaritifera, узгајају познати црни бисери.
- Ова је шкољка распрострањена на северној обали Африке, у Црвеном мору, у Персијском заливу, Индијском океану те у западном и средњем Пацифику. Ради се о групи шкољки које се међусобно разликују: Pinctada margaritifera cumingi тзв. Црноуста шкољка бисерница, шкољка која је распрострањена у полинезијском мору у којој се узгаја Тахитски бисер.
- распрострањена је у Персијском заливу, Црвеном мору и Индијском океану, и од отварања Суецког канала чак и у Средоземном мору. Сви антички бисери потичу из ове шкољке бисернице. Култивирање и узгој ових бисера је незнатан. Али прородни бисери ове шкољке бисернице су још увије врло вредни.
- ову је шкољку Колумбо открио у Венецуели. Назива се и Атлантском шкољком бисерницом, јер је распрострањена у западном Атлантику (Бермуда, Флорида и север Јужне Америке). Овај бисер се не култивира и сматра се искорењеним.
- би могла као најважнија шкољка бисерница ући у историју узгоја бисера. Овом шкољком је јапанац Микимото започео са узгојем бисера на почетку 20. века и њима отворио тржиште за продају истих. Позната је и под именом Акоја шкољка (Akoya oyster). Име Pinctada fucata није научно чврсто. Распрострањена је у водама око Јапана, Кине, Тајвана те Вијетнама и Аустралије.
- се назива и Лапаска бисерница. Најпознатији полубарокни бисери на свету који имају облик сузе, Ла Перегрина, потичу из ове шкољке. Ова је шкољка распрострањена од западне обале Мексика до Перуа. Она може нарасти до 20 cm. Природни бисери могу бити 10 mm велики, бели или тамни.

## Занимљивости
Највећи бисер на свету је тежак 6,37 kg и процењен је на више од 30 милиона америчких долара. Нађен је на Филипинима 1934. године и назван „Лао-Цеа“. Шкољка која га је направила припада врсти Tridacna gigas (гигантска тридакна).
Бисер у жаргону српског језика означава лапсус или изречену глупост, али се у пренесеном значењу користи и да означи добру мисао, добар исказ или чак (књижевно) дело од велике вредности. У ширем значењу користи се да означи нешто што је драгоцено или посебно.